# Eurovision Dance Contest 2008
Eurovision Dance Contest 2008 bliver det andet Eurovision Dance Contest og bliver afholdt i Glasgow, Storbritannien, af BBC 6. september.
En ændring af reglerne er, at professionelle par ikke længere må deltage i konkurrencen. Mindst en af danserne fra hvert par, skal være en lokal berømthed, som ikke er professionelt trænet danser. En anden ændring er, at hvert par kun danser en gang. I 2007 dansede hvert par en standard eller latin dans og en freestyle dans. I 2008 danser hvert land en dans, som skal være indspireret af det land parret repræsenterer. Det danske bidrag for eksempel, bliver danset til Nephew og er inspireret af historien om den hvide dame fra Dragsholm Slot.
Der er et jurypanel tilstede i salen, derudover stemmes der via telefon og sms rundt omkring i Europa.

## Deltagere
Ifølge reglerne fra 2007 paragraf 2.2 på den officielle hjemmeside, skal alle deltagerlande i Eurovision Dance Contest 2007 deltage i 2008. Schweiz og Tyskland har dog meddelt, at de trækker sig fra konkurrencen i 2008 på grund af lave seertal og et dårligt resultat i 2007.
Det eneste nye land der deltager, er Aserbajdsjan.

### Deltagere
| Nr. | Land           | Dansere                               | Dansestilarter                                   | Placering | Points |
| --- | -------------- | ------------------------------------- | ------------------------------------------------ | --------- | ------ |
| 1   | Sverige        | Danny Saucedo & Jeanette Carlsson     | Cha-Cha                                          | 12        | 38     |
| 2   | Østrig         | Dorian Steidl & Nicole Kuntner        | Slowfox/Jive                                     | 13        | 29     |
| 3   | Danmark        | Patrick Spiegelberg & Katja Svensson  | Samba/Tango/Paso Doble/Jazz                      | 6         | 102    |
| 4   | Aserbajdsjan   | Eldar Dzhafarov & Anna Sazhina        | Paso Doble/Rumba/Tango/Folkedans                 | 5         | 106    |
| 5   | Irland         | Gavin Ó Fearraigh & Dearbhla Lennon   | Paso Doble/Rumba/Irsk folkedans                  | 11        | 40     |
| 6   | Finland        | Maria Lund & Mikko Ahti               | Tango                                            | 10        | 44     |
| 7   | Holland        | Thomas Berge & Roemjana De Haan       | Rumba/Show Dance                                 | 14        | 1      |
| 8   | Litauen        | Karina Krysko & Saulius Skambinas     | Rumba/Cha-Cha/Acrobatiske elementer              | 4         | 110    |
| 9   | Storbritannien | Louisa Lytton & Vincent Simone        | Paso Doble/Jive/Tango                            | 9         | 47     |
| 10  | Rusland        | Tatiana Navka & Alexander Litvinenko  | Cha-Cha/Samba/Rumba/Paso Doble/Russisk Folkedans | 2         | 121    |
| 11  | Grækenland     | Jason Roditis & Tonia Kosovich        | Latin                                            | 7         | 72     |
| 12  | Portugal       | Raquel Tavares & João Tiago           | Rumba/Tango                                      | 8         | 61     |
| 13  | Polen          | Edyta Herbuś & Marcin Mroczek         | Rumba/Cha-Cha/Jazz                               | 1         | 154    |
| 14  | Ukraine        | Lilia Podkopayeva & Sergey Kostetskiy | Jive/Ukrainsk folkedans/Rock'n'Roll              | 3         | 119    |

## External Links
- Official Website Arkiveret 18. januar 2008 hos  Wayback Machine
- ESCKazArkiveret 20. marts 2012 hos  Wayback Machine